# Pittman Center
Pittman Center é uma cidade  localizada no estado norte-americano de Tennessee, no Condado de Sevier.

## Demografia
Segundo o censo norte-americano de 2000, a sua população era de 477 habitantes.
Em 2006, foi estimada uma população de 603, um aumento de 126 (26.4%).

## Geografia
De acordo com o United States Census Bureau tem uma área de
15,5 km², dos quais 15,5 km² cobertos por terra e 0,0 km² cobertos por água.

## Localidades na vizinhança
O diagrama seguinte representa as localidades num raio de 32 km ao redor de Pittman Center.